# Пјани (Терамо)
Пјани (итал. Piani) је насеље у Италији у округу Терамо, региону Абруцо.
Према процени из 2011. у насељу је живело 286 становника. Насеље се налази на надморској висини од 158 м.